# Hyposemansis amynoides
Hyposemansis amynoides là một loài bướm đêm trong họ Erebidae.